# Saint-Fort-sur-le-Né
Saint-Fort-sur-le-Né là một xã ở tỉnh Charente phía tây nước Pháp. Xã này có diện tích 6,8 km², dân số năm 1999 là 386 người. Khu vực này có độ cao trung bình 21 mét trên mực nước biển.